# Dodurgalar, Acıpayam
Dodurgalar là một thị trấn thuộc huyện Acıpayam, tỉnh Denizli, Thổ Nhĩ Kỳ. Dân số thời điểm năm 2010 là 1780 người.